# Sigrid Maurer
Sigrid Maurer (Sigrid V. "Sigi" Maurer, nascida a 19 de Março de 1985 em Rum, Tirol) é uma política austríaca e ex-representante estudantil (GRAS). Desde 7 de janeiro de 2020 serve como presidente dos Verdes Austríacos e é membro do conselho nacional austríaco desde 2019, tendo passado por essa posição entre 2013 e 2017.

## Vida
Maurer estudou música e ciência política sem se formar na Universidade de Innsbruck de 2004 a 2009. Posteriormente, estudou sociologia na Universidade de Viena e formou-se em 2017.
Maurer faz parte, desde 2005, da União de Estudantes Austríacos e tornou-se membro dos Estudantes Verdes e Alternativos (GRAS). De Outubro de 2013 a Novembro de 2017, foi membro do Conselho Nacional, posição para qual voltou em 2019. Nas eleições legislativas austríacas de 2019, concorreu pelos Verdes de Viena na terceira lista do círculo eleitoral estadual de Viena.